# Temporada de huracanes del Pacífico de 2018
La temporada de huracanes del Pacífico de 2018 produjo el valor más alto de la Energía Ciclónica Acumulada (ACE) en el registro de la cuenca del Pacífico Oriental. La temporada marcó como extremadamente activa por encima de lo normal desde que tengan registros confiables desde 1971, la temporada rompió un récord total de la Energía Ciclónica Acumulada con 317 unidades superando hace 26 años, también considera la más intensa desde temporada de 2015 y fue empatada con la temporada de 1985 por registrarse cinco tormentas nombradas en el mes de junio, con un récord alto. A lo largo de la temporada, produjo veintiséis ciclones tropicales, otros veintitrés tormentas nombradas en un total, veintidós ciclones se desarrollaron dentro del área de responsabilidad del Centro Nacional de Huracanes (NHC), que se encuentra al este de 140°W además una tormenta formada de esa área. En la estimación se formaron 23 tormentas nombradas, 13 huracanes y 10 huracanes mayores (categoría 3 a mayor de la Escala de huracanes de Saffir-Simpson). La temporada empató con las temporadas de 1994 y 2002 con un total de tres huracanes de categoría 5.  La temporada inició oficialmente inició el 15 de mayo en el Pacífico oriental e inició 1 de junio en el Pacífico central, ambos finalizaron el 30 de noviembre de 2018 en ambas zonas. Estas fechas convencionalmente delimitan durante el período de cada año cuando la mayor parte de ciclones tropicales se forman en el océano Pacífico. Sin embargo, la formación de ciclones tropicales es posible en cualquier momento del año.
Sin embargo, la formación de ciclones tropicales son posibles en cualquier tiempo, como se ilustró cuando se formó la primera depresión tropical el 10 de mayo. La primera tormenta nombrada, el huracán Aletta, se formó el 6 de junio y finalmente se convirtió en el primer huracán mayor de la temporada. El huracán Bud se formó tres días después y tocó tierra en Baja California Sur. La tormenta tropical Carlotta se estancó frente a la costa mexicana y causó daños menores. El huracán Héctor se convirtió en la segunda tormenta más fuerte de la temporada, el más duradero y el primer y huracán de tres cuencas desde la temporada de 2014. A finales de agosto, el huracán Lane se convirtió en el primer huracán categoría 5 de la temporada, también la tormenta más fuerte de la temporada y la segunda huracán más húmeda de los Estados Unidos. A principios de octubre, El huracán Walaka se convirtió en el segundo huracán de categoría 5 de la temporada el 2 de octubre, convirtiendo a 2018 en la primera temporada desde 2002 con múltiples huracanes de categoría 5, y el primero desde 1994 en presentar múltiples huracanes de categoría 5 en el Pacífico Central. El 4 de octubre, el huracán Sergio se convirtió en el octavo huracán de categoría 4 de la temporada en la cuenca del Pacífico oriental, rompiendo el récord anterior de siete, que se estableció hace tres años. El 22 de octubre, el huracán Willa se convirtió en el tercer huracán de categoría 5 de la temporada rompiendo récord con el mayor número de huracanes de categoría 5 desde 2002. El último ciclón tropical formado fue la tormenta tropical Xavier el 2 de noviembre convirtiéndose la primera tormenta en alcanzar el nombre de "X" en la lista de nombres del Pacífico Oriental desde 1992.

## Pronósticos
Desde 2017, el Centro Nacional de Huracanes tiene la opción de emitir avisos y, por lo tanto, permitir que se emitan avisos y avisos sobre disturbios que aún no son ciclones tropicales pero que tienen una alta probabilidad de convertirse en uno y se espera que traigan tormenta tropical o condiciones de huracán a la tierra en 48 horas. Dichos sistemas se clasifican como «Ciclón tropical potencial».
La Administración Nacional Oceánica y Atmosférica (NOAA) publicó sus pronósticos para las temporadas de huracanes en el Atlántico y en el Pacífico del año 2018. Se esperaba que la temporada del Pacífico estuviera obstaculizada por el ciclo de décadas de duración que comenzó en 1981, que generalmente aumentó la cizalladura del viento a través de la cuenca. 
El área de responsabilidad del Centro de Huracanes del Pacífico Central también se espera que sea inferior a la media, con sólo dos o tres ciclones tropicales que se espera formar o cruzar en la zona. El 15 de mayo, la temporada de huracanes comenzó en la cuenca del Pacífico Oriental, que es el área del norte del Océano Pacífico al este de 140°W. El 1 de junio, la temporada comenzó en la zona de alerta del Pacífico Central (entre 140°W y la línea internacional de fecha); sin embargo, no ocurrieron tormentas en la región hasta en el mes de julio.
Este pronóstico se basó principalmente en la expectativa de condiciones de la neutral El Niño-Oscilación del Sur con la disipación del fenómeno de La Niña que se disipó en marzo de 2018. 
En promedio, una temporada de huracanes en el Pacífico entre 1981 y 2010 contenía doce tormentas tropicales, seis huracanes y tres huracanes mayores, con un índice de Energía Ciclónica Acumulada (ACE) de entre 90 y 160 unidades.

### Pronósticos en la pretemporada
El 24 de mayo de 2018, la Administración Nacional Oceánica y Atmosférica (NOAA) publicó su pronóstico anual, pronosticando un 80% de posibilidades de una temporada casi superior a la media en las cuencas del Pacífico oriental y central, con un total de 14-20 tormentas nombradas, 7-12 huracanes y 3-7 huracanes mayores. El 25 de mayo, el Servicio Meteorológico Nacional (SMN) emitió su primer pronóstico para la temporada, pronosticando un total de 18 tormentas nombradas, 6 huracanes y 4 huracanes mayores para desarrollar.

## Resumen de la temporada

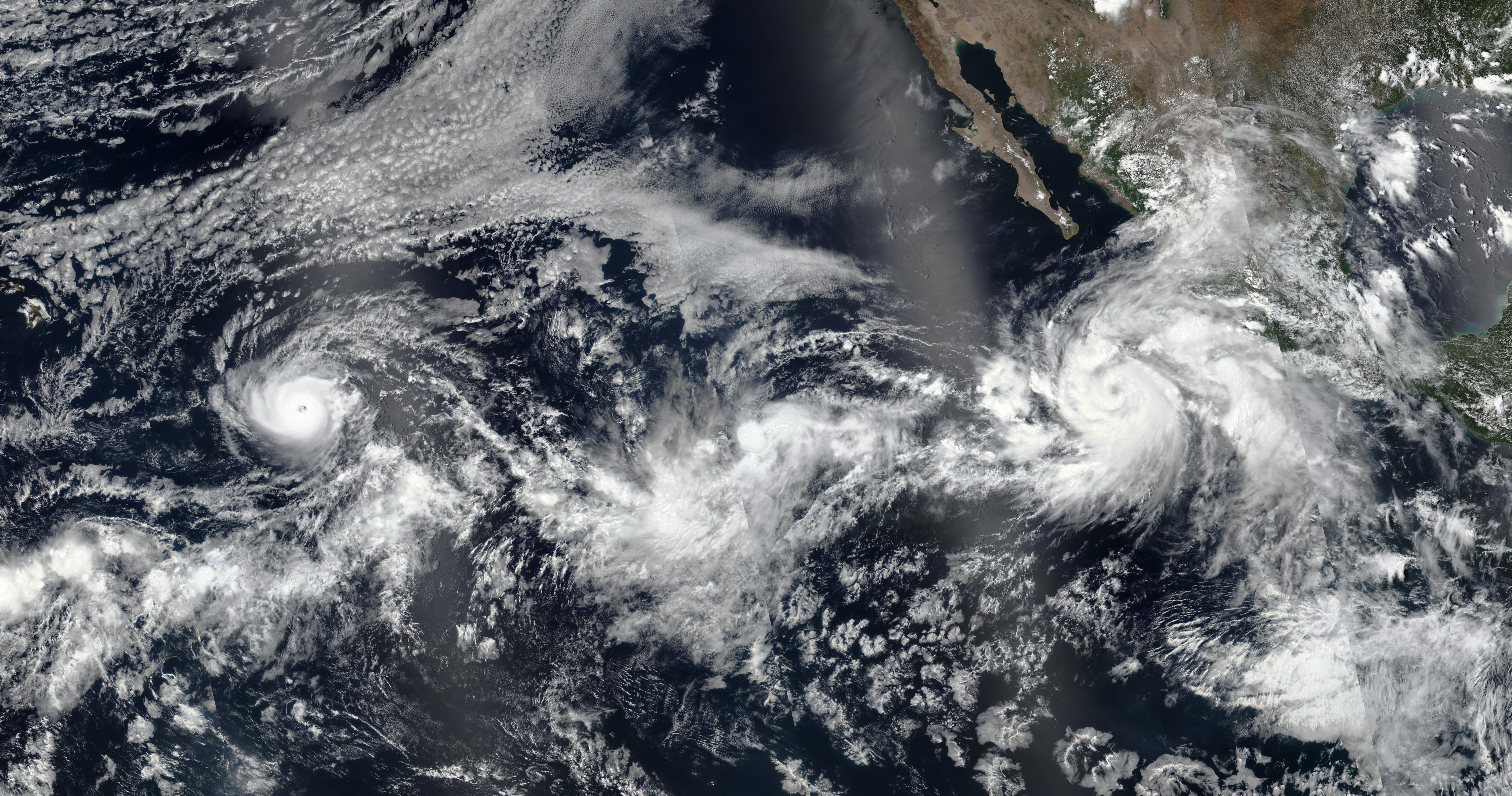
La temporada de huracanes en el Pacífico de 2018 se convirtió en la temporada más reciente en presentar cuatro tormentas nombradas simultáneas, después de 2016. Aparentemente el 6 de agosto; los huracanes Héctor (izquierda), Kristy (centro), John (derecha) e Ileana

### Actividad
Durante la temporada anterior, las predicciones iniciales para la temporada anticiparon que se desarrollaría el fenómeno de El Niño, lo que reduciría la actividad de la tormenta. Sin embargo, El Niño no pudo desarrollarse aún más, con condiciones neutras y frías desarrollándose en su lugar, y luego progresó a La Niña, —La segunda en una fila que se formó en noviembre de 2017—. Esto llevó a los pronosticadores a actualizar sus totales previstos, y algunos anticiparon que la temporada podría ser una temporada por debajo, como la temporada de 2010. Debido a las temperatura de la superficie del mar, incrementó con la formación del fenómeno de la moderación El Niño, con una temporada más activa que registró en el mes de junio y agosto. Así algunos anticiparon que la temporada podría ser una temporada extremadamente activa, como la temporada de 2014.
La primera tormenta con nombre, el huracán Aletta, se formó el 6 de junio y finalmente se convirtió en el primer huracán mayor de la temporada. El huracán Bud se formó unos días más tarde y se convirtió en el segundo huracán mayor de la temporada. La segunda mitad de junio continuó la tendencia activa, con la tormenta tropical Carlotta formando el 14 de junio y Daniel formando diez días más tarde. Junio fue un mes extraordinariamente activo en la cuenca, rompiendo el récord de ciclones tropicales (seis), y vinculando los registros con el número de tormentas con nombre (cinco) y huracanes mayores (dos). La actividad de los ciclones tropicales comenzó el 10 de mayo, cinco días del inicio oficial de la temporada cuando la depresión tropical se formó en la costa del Pacífico Central. No se formaron tormentas en el mes de mayo, aunque la temporada se activó en junio, cuando se desarrollaron cinco tormentas rompiendo un récord total empatando la temporada de 1985, incluyendo el huracán Bud, que fue la segunda tormenta más fuerte de la temporada, así como la tormenta tropical Carlotta. Durante el mes de agosto, los huracanes Héctor y Lane se formaron, así como otras cinco tormentas. Septiembre fue un mes relativamente por encima de lo normal con cinco tormentas, de las cuales fueron los huracanes Rosa y Walaka. Tres tormentas se desarrollaron en octubre, incluyendo el huracán Willa y uno se formó en el mes de noviembre, la temporada finalizó el 30 de noviembre en ambas zonas.

### Récords
| Rank | Daños totales     | Año  |
| ---- | ----------------- | ---- |
| 1    | ≥$13.071 billones | 2023 |
| 2    | $4.64 billones    | 2013 |
| 3    | $3.15 billones    | 1992 |
| 4    | >$2.51 billones   | 2024 |
| 5    | $1.62 billones    | 2010 |
| 6    | ≥$1.577 billones  | 2018 |
| 7    | $1.52 billones    | 2014 |
| 8    | $834 millones     | 1982 |
| 9    | $760 millones     | 1998 |
| 10   | $720 millones     | 1994 |

La intensificación del huracán Fabio en una tormenta tropical el 1 de julio marcó la fecha más temprana de la sexta tormenta con nombre de la temporada, superando el récord anterior del 3 de julio establecido en 1984 y 1985. La actividad fue relativamente por debajo a partir de entonces, con solo tres ciclones tropicales formados durante el mes de julio, uno de los cuales continuó intensificándose hasta el huracán Héctor en el mes de agosto considerado como el segundo huracán más intenso de la temporada y el segundo ciclón más intenso en el Pacífico Central desde el huracán Ioke en 2006 . La interacción Fujiwara llegaron entre dos ciclones, el huracán John y la tormenta tropical Ileana el 6 de agosto, el huracán John absorbieron los remanentes de la tormenta Ileana, por ahora John llegó como un huracán categoría 2 en la Escala de huracanes de Saffir-Simpson. El huracán Lane se formó a mediados de agosto y se convirtió en el huracán más fuerte de la temporada.[cita requerida] Los huracanes Miriam y Norman pronto siguieron, formando a fines de agosto, con Norman convirtiéndose en el quinto huracán mayor y el cuarto huracán de categoría 4 de la temporada. 
El huracán Rosa se formó el 25 de septiembre tocó tierra en la Península de Baja California, huracán Sergio y Walaka se formaron el 29 de septiembre, Sergio tocó tierra en la península de Baja California como tormenta tropical, Walaka convirtiéndose como un huracán intenso de categoría 5. Sin relación con Walaka, el tifón Kong-rey se desarrolló e intensificó en un supertifón equivalente en un ciclón tropical de categoría 5 al mismo tiempo que Walaka alcanzó su intensidad máxima, marcando la primera vez desde 2005 cuando dos ciclones tropicales de fuerza de ciclón tropical categoría 5 existían simultáneamente en el hemisferio norte. La tormenta tropical Tara se formó a mediados de octubre como se disipó el 17 de octubre, dos días después que Tara se disipara, se formó la tormenta tropical Vicente y el 20 de octubre, la tormenta tropical Willa cerca de América Central y del Suroeste de México. Xavier se formó en el Suroeste de México y se convierte en la primera tormenta en alcanzar el nombre de "X" en la lista de nombres del Pacífico Oriental desde 1992. La temporada finalizó el 30 de noviembre.

### Energía Ciclonica Acumulada (ACE)
El índice de Energía Ciclónica Acumulada (ECA) para la temporada de huracanes en el Pacífico de 2018 en total es de 317.7925 unidades (201.885 unidades desde el Pacífico oriental y 115.9075 unidades desde el Pacífico Central). Este total lo ubica como la temporada más activa registrada. La Energía Ciclónica Acumulada es una medida de la potencia de una tormenta tropical o subtropical multiplicada por el tiempo que existió. Solo se calcula para avisos completos en sistemas tropicales y subtropicales específicos que alcanzan o superan las velocidades del viento de 39 mph (63 km/h).

## Ciclones tropicales

### Depresión tropical Uno-E
A principios de mayo, un canal de rastreo hacia el oeste o una onda tropical incrustada en el canal del monzón interactuó con una onda kelvin acoplada convectivamente, lo que llevó a una gran área de actividad de lluvia y tormenta al suroeste de México. El 7 de mayo, el Centro Nacional de Huracanes emitió un pronóstico especial señalando un potencial medio para la formación de ciclones tropicales en los próximos cinco días. La perturbación se organizó durante los dos días siguientes, pero carecía de un centro bien definido necesario para la clasificación; a última hora del 9 de mayo, las condiciones ambientales se estaban volviendo menos favorables para el desarrollo. A las 21:00 UTC del 10 de mayo, sin embargo, un aumento en la convección y la formación de una circulación bien definida llevaron a la designación de la primera depresión tropical de la temporada.  El sistema no se intensificó después de la formación y, debido a la fuerte cizalladura del viento del oeste, finalmente se degeneró en una baja remanente a las 03:00 UTC del 12 de mayo.

### Huracán Aletta
El 31 de mayo de 2018, el Centro Nacional de Huracanes (NHC) notó el potencial para el desarrollo tropical al sur de México en días posteriores. Una gran área de clima perturbado se formó tarde el 2 de junio, organizando constantemente en la segunda depresión tropical de la temporada antes de las 03:00 UTC del 6 de junio como una prominente banda de espiral envuelta en su centro. Un aumento en la convección profunda significa su desarrollo en la tormenta tropical que fue nombrada Aletta seis horas más tarde.
El ciclón recién formado se movió generalmente hacia el oeste-noroeste después de la formación, lento para intensificarse debido a que la intrusión de aire seco y la cortante moderada del sudoeste afectaron su patrón de nubes. Para el 7 de junio, sin embargo, el centro se ubicó mejor ubicado dentro de la convección profunda y apareció un ojo, dando lugar al primer huracán de la temporada a las 21:00 UTC.. La estructura de tormentas continuó mejorando en las horas de la mañana del 8 de junio, y Aletta comenzó un período de intensificación explosiva que lo llevó a un huracán de categoría 4 antes de las 15:00 UTC, con vientos de Aletta de 110 km/h hasta 140 mph (220 km/h) en un lapso de 24 horas. La fuerte cizalladura del viento y las temperaturas más frías del océano provocaron un rápido debilitamiento poco después. El bajo durante varios días, antes de disiparse temprano el 16 de junio.

### Huracán Bud
El 4 de junio, el Centro Nacional de Huracanes (NHC) comenzó a anunciar la posibilidad de un desarrollo tropical muy al sur de México desde un área de baja presión que se esperaba que se formara en días posteriores. Una onda tropical se desplazó hacia el oeste a través de América Central y hacia el extremo oriental del Pacífico a última hora del 5 de junio, acompañada de una masa desorganizada de chubascos y tormentas eléctricas. A pesar de los fuertes vientos de nivel alto, la perturbación comenzó a organizarse lentamente a última hora del 7 de junio. La convección profunda envolvió los semicírculos occidental y meridional de una circulación cada vez más definida, lo que llevó al Centro Nacional de Huracanes a designar una depresión tropical a las 21:00 UTC del 9 de junio mientras se encontraba a unas 365 millas (590 km) al sur de Zihuatanejo, Guerrero. A medida que la cizalladura del viento disminuyó, la salida del nivel superior mejoró y el ciclón recién formado se fusionó con varias bandas de convección intensa; se intensificó en tormenta tropical Bud seis horas después de la formación.
Con una cresta de nivel medio situada en gran parte de México, Bud desplazó generalmente hacia el noroeste durante los siguientes días. El patrón de nubes de la tormenta se organizó en una nubosidad central densa a principios del 10 de junio. y las imágenes de microondas mostraron la formación de un ojo de nivel medio. A mediados de condiciones ambientales favorables, el Centro Nacional de Huracanes observó una rápida intensificación como una posibilidad clara, especialmente a medida que el núcleo interno mejoraba en su estructura. A las 21:00 UTC del 10 de junio, un ojo harapiento se hizo aparente de manera intermitente en las imágenes satelitales visibles, y Bud se actualizó a un huracán de categoría 1 en consecuencia. Un período abrupto de intensificación llevó rápidamente al ciclón a la categoría 2 a las 06:00 UTC de la mañana siguiente, pero este proceso se estabiliza temporalmente a medida que el ojo se vuelve menos distinto. Bud finalmente alcanzó la intensidad de la Categoría 3 a las 12:00 UTC. A partir de entonces, el anillo de convección de la pared del ojo y la temperatura del ojo de la tormenta fluctuaron en intensidad. Después de mantener un ojo limpio durante varias horas, Bud alcanzó su intensidad máxima como un huracán mayor categoría 4 en la escala de huracanes de Saffir-Simpson, con vientos de 130 mph (215 km / h) y una presión barométrica mínima de 948 mbar (hPa; 28.00 inHg), a las 06:00 UTC del 12 de junio.
A pesar de que presenta oscilaciones trocoidales como es típico de huracanes mayores, Bud continuó moviéndose generalmente norte-noroeste después del pico. Progresivamente más frías valores del contenido de calor de agua y océano cerca de cero como resultado significativo surgencia océano debajo del ciclón, lo que lleva a una rápida reducción en la convección central. Bud se debilitó a un huracán de categoría 3 a las 15:00 UTC del 12 de junio. y luego se redujo aún más a la categoría 1 de intensidad de 03:00 GMT el 13 de junio como su ojo desapareció. Después de caer a una tormenta tropical a las 12:00 GMT, ese mismo día, el ciclón se estabilizó en fuerza tanto como el afloramiento del océano debajo de ella se calmó. Bud llegó a tocar tierra cerca de Cabo San Lucas, poco después de las 00:00 GMT el 15 de junio, con vientos de cerca de 45 mph (75 km/h), antes de progresar en el Golfo de California. La fuerte cizalladura del viento y la interacción de la tierra redujeron la tormenta a una depresión tropical a las 15:00 GMT, y seis horas más tarde, a un nivel remanente bajo al suroeste de México continental. El 16 de junio, el remanente de Bud se disipó.

### Tormenta tropical Carlotta
Las primeras indicaciones del desarrollo de ciclones tropicales se produjeron el 12 de junio, cuando el Centro Nacional de Huracanes (NHC) notó sus expectativas de un área amplia de baja presión para formar el sur de México unos días más tarde. El amplio flujo ciclónico se estableció casi de inmediato, pero se esperaba que los fuertes vientos del nivel superior impidieran el desarrollo en el corto plazo. La perturbación desorganizada comenzó a mostrar signos de organización a principios del 13 de junio, un proceso que finalmente llevó a la formación de una depresión tropical antes de las 21:00 UTC del día siguiente. Incluso después de la formación, el ciclón incipiente permaneció despeinado a la luz de la cizalladura del viento moderada; múltiples remolinos de bajo nivel giraban alrededor de un centro más amplio y la convección profunda estaba confinada a una banda rota en el semicírculo oriental del sistema. No obstante, los datos del viento derivados del satélite indicaron vientos de fuerza de tormenta tropical a última hora del 15 de junio, y la depresión se mejoró a la tormenta tropical Carlotta a las 18:00 UTC en consecuencia.
Carlotta se trasladó al noreste al principio de su duración, dirigida por un gran canal de nivel superior en el oeste del Golfo de México. Las proyecciones iniciales anunciaban poca o ninguna intensificación antes de que el pequeño ciclón se trasladara a la costa de México y se disipara. En cambio, Carlotta se detuvo frente a la costa y comenzó a intensificarse como una banda ciclónicamente curvada envuelta en un área pequeña de convección profunda cerca del centro de la tormenta. Una cresta angosta de nivel medio hacia el norte dirigía Carlotta oeste-noroeste paralelo a la costa, mientras que el radar de Acapulco mostró mejoras estructurales significativas el 16 de junio a medida que se desarrollaba un núcleo interno y ojo. En la medianoche del 17 de junio, el Centro Nacional de Huracanes emitió una actualización que aumentó los vientos de Carlotta a 65 mph (100 km/h) y redujo su presión a 997 mbar (hPa; 29,44 inHg); esto significa su intensidad máxima. La interacción entre la pared del ojo y la tierra del sistema provocó una tendencia de debilitamiento rápido, y Carlotta cayó a la intensidad de la depresión tropical a las 18:00 UTC del 17 de junio. Aunque mantuvo una circulación ajustada de bajo nivel y ráfagas intermitentes de convección hasta el día siguiente temprano, la tormenta finalmente se desacopló y desorganizó, degenerando a un baja remanente a las 03:00 UTC del 19 de junio.

### Tormenta tropical Daniel
A última hora del 21 de junio, el Centro Nacional de Huracanes (CNH) comenzó a monitorear un canal de superficie y su convección desorganizada asociada a varios cientos de millas al suroeste de Baja California. Se esperaba que las condiciones ambientales fueran marginalmente propicias para el desarrollo a medida que avanzaba hacia el noroeste. La convección comenzó a mostrar signos de organización a principios del 23 de junio, y este proceso llevó a la formación de una depresión tropical antes de las 03:00 UTC de la mañana siguiente, cuando bandas espirales se envolvieron en el centro bien definido de la tormenta. A las 15:00 GMT el 24 de junio, la depresión fue ascendido a una tormenta tropical y se le asignó el nombre de Daniel. A las 18:00 GMT el 24 de junio, la tormenta tropical Daniel alcanzó su máxima intensidad con vientos sostenidos de 45 mph. A las 15:00 UTC el 25 de junio, Daniel comenzó a debilitarse a medida que avanza a través de mares fríos de 25 °C (77 °F). El sistema se debilitó a una depresión tropical a las 18:00 UTC de ese día. A las 15:00 UTC del 26 de junio, Daniel degeneró en un mínimo remanente, ya que perdió toda la convección y se redujo a un remolino de nubes de bajo nivel.

### Tormenta tropical Emilia
El 23 de junio de 2018, el Centro Nacional de Huracanes (NHC) señaló el potencial de ciclogénesis tropical a partir de un cruce onda tropical sobre Costa Rica. Se espera que las condiciones ambientales a ser propicio para el desarrollo a medida que avanzaba hacia el oeste. Luego, el sistema se organizó de manera constante sobre aguas cálidas y se convirtió en depresión tropical Seis-E a las 21:00 UTC del 27 de junio, a unas 480 millas (770 km) al suroeste de Manzanillo, México. Poco a poco se fortaleció en la tormenta tropical Emilia a las 09:00 UTC del 28 de junio. Cerca de las 21:00 UTC el 29 de junio, Emilia alcanzó su pico de intensidad, con vientos de 60 mph (95 km/h); sin embargo, fue sometida a una fuerte cizalladura del viento. La cizalladura tuvo su efecto en Emilia y las 15:00 GMT del día siguiente, se debilitó en una depresión tropical. Finalmente, a las 03:00 UTC del 2 de julio, Emilia degeneró en un remanente bajo, ya que perdió su convección y se redujo a un remolino de nubes.

### Huracán Fabio
El Centro Nacional de Huracanes observó por primera vez el potencial de ciclogénesis tropical a partir de una onda tropical que cruza Honduras y Nicaragua a las 18:00 UTC del 24 de junio. Se esperaba un desarrollo posterior del sistema a medida que avanzaba hacia el oeste. Se organizó de manera constante en aguas cálidas y pasó a la depresión tropical Siete-E a las 21:00 UTC del 30 de junio, a 490 millas (790 km) al suroeste de Acapulco, México. El sistema se fortaleció gradualmente en la tormenta tropical Fabio a las 09:00 UTC del 1 de julio. Con la temperatura de la superficie del mar de 30 °C (86 °F) y casi sin cizalladura del viento, Fabio comenzó a intensificarse, y se convirtió rápidamente en huracán a las 15:00 UTC del 2 de julio. Inicialmente, los meteorólogos del Centro Nacional de Huracanes predijo que Fabio se intensificaría aún más y convertirse en un huracán mayor, aunque no lo hizo y alcanzó su punto máximo con vientos máximos sostenidos de 110 mph (175 km/h), apenas por debajo del estatus de huracán. Después, Fabio comenzó a debilitarse rápidamente a medida que avanzaba sobre aguas más frías. A las 15:00 UTC del 6 de julio, Fabio degeneró en un remanente bajo ya que perdió su convección mientras se encontraba a 1,285 millas (2,065 km) frente a la costa de la península de Baja California.

### Tormenta tropical Gilma
El 18 de julio de 2018, el Centro Nacional de Huracanes (NHC) pronosticó el desarrollo de un área de baja presión sobre el Océano Pacífico oriental en los próximos días. Un área débil de baja presión se desarrolló varios cientos de millas al sur-sureste del Golfo de Tehuantepec el 22 de julio. Poco desarrollo ocurrió en los días siguientes cuando el nivel bajo se movió hacia el noroeste a través del Océano Pacífico. Sin embargo, la actividad de lluvia y tormentas eléctricas asociada con lo bajo comenzó a organizarse rápidamente el 26 de julio, lo que llevó a la clasificación de una depresión tropical a las 21:00 UTC del 26 de julio. A las 09:00 UTC del día siguiente, la depresión se fortaleció y se convirtió en la tormenta tropical Gilma. Sin embargo, la cizalladura del viento del noroeste pronto expuso el centro de la circulación, causando que Gilma se debilitara a una depresión tropical solo doce horas después. A las 21:00 UTC del 29 de julio, el sistema degeneró en un nivel remanente bajo ya que carecía de convección profunda organizada durante 12 horas.

### Depresión tropical Nueve-E
El Centro Nacional de Huracanes comenzó a monitorear un área desorganizada de baja presión en las profundidades tropicales del Océano Pacífico el 24 de julio para el desarrollo de ciclones tropicales. La organización gradual se produjo cuando la baja se movió hacia el oeste, y para el 26 de julio, se había organizado lo suficiente como para clasificarse como una depresión tropical. La depresión tropical no se organizó, sin embargo, y el centro pronto se volvió difícil de localizar en las imágenes satelitales. Después de haber durado menos de un día como un ciclón tropical, la depresión se abrió en una depresión, ya que se incrustó en la Zona de Convergencia Intertropical a las 12:00 UTC del 27 de julio.

### Huracán Hector
A última hora del 26 de julio, el Centro Nacional de Huracanes notó el desarrollo de un área de baja presión que se pronosticaba que se formaría a unas doscientas millas al oeste-suroeste de México. Una amplia área de baja presión se formó varios cientos de millas al sur-sureste de Acapulco, México, a las 12:00 UTC del 28 de julio. El sistema se desarrolló gradualmente en una depresión tropical a las 21:00 UTC del 31 de julio. La depresión rápidamente organizada, el desarrollo de un centro y espiral de bandas más definido, y a las 03:00 UTC del 1 de agosto, se fortaleció en la tormenta tropical que fue nombrada Héctor. Héctor se fortaleció aún más y se convirtió en huracán a las 14:00 UTC del 2 de agosto. Después, el pequeño huracán se fortaleció rápidamente, convirtiéndose en un fuerte huracán de categoría 2 solo seis horas después. Sin embargo, el ojo se nubló y se definió poco después, y la intensificación de Héctor se detuvo momentáneamente, cuando la cizalladura del noreste y el aire seco incidieron en el sistema, lo que debilitó al sistema hasta convertirse en un huracán de categoría uno. Sin embargo, el huracán rápidamente se intensificó una vez más y volvió a fortalecerse para convertirse en un huracán de categoría 2 y más tarde en un huracán de categoría 3, lo que lo convierte en el tercer huracán mayor de la temporada. Una fuerte banda convectiva pronto se envolvió en el revestimiento denso central de Hector (CDO), fortaleciéndolo a un huracán mayor categoría 4. A la mañana siguiente, un cubierto central denso reducción debilitada Héctor de nuevo en una tormenta de categoría 3. En las horas siguientes, Hector experimentó un ciclo de reemplazo de la pared del ojo y se estableció para debilitarse a partir de entonces. Sin embargo, después de completar el ciclo de reemplazo de la pared del ojo, Héctor se intensificó rápidamente a una tormenta de categoría 4 de gama alta el 6 de agosto. A las 09:00 UTC del 8 de agosto, Héctor se debilitó a un huracán de categoría 3. A las 21:00 UTC, el Centro de Huracanes del Pacífico Central informó que Héctor estaba pasando cerca de 200 millas (320 km) al sur de la Isla Grande con vientos de 115 mph. Al mismo tiempo, Héctor comenzó el tercer ciclo de reemplazo de la pared del ojo. A las 09:00 UTC del 9 de agosto, Héctor completó el ciclo de reemplazo de la pared del ojo. 
A las 15:00 UTC del mismo día, Héctor comenzó a intensificarse una vez más a medida que avanzaba hacia el oeste. A las 21:00 UTC del 10 de agosto, Héctor alcanzó su intensidad máxima secundaria con vientos de 140 mph (220 km/h) cuando comenzó a girar hacia el oeste-noroeste. El 11 de agosto, Héctor comenzó otra tendencia de debilitamiento ya que el aumento de la cizalladura del viento comenzó a afectar el sistema. En este momento, el huracán estableció un récord por la duración consecutiva más larga como un huracán mayor en el Pacífico nororiental (96 horas restantes que batió un récord del huracán Jimena en 2015 con 84 horas restantes). A última hora del 11 de agosto, Héctor se debilitó por debajo de la fuerza de los huracanes debido al aumento de la cizalladura del viento, un estado que había mantenido durante casi ocho días. Héctor se debilitó al estado de categoría 1 el 12 de agosto. El 13 de agosto a las 15:00 UTC, Héctor cruzó al Pacífico Occidental de la temporada de tifones, a la línea internacional de cambio de fecha como una tormenta tropical. A las 18:00 UTC del 13 de agosto, tanto la Agencia Meteorológica de Japón como el Centro Conjunto de Advertencia de Tifones declararon que la tormenta tropical Hector de la cuenca del Pacífico oriental había cruzado la línea internacional de cambio de fecha. En este punto, Héctor todavía estaba ubicado en ambientes favorables con solo cortante moderado, aunque la convección profunda era limitada ya que solo persistía justo cerca de su centro.
Aunque debido a que una celda de la troposfera superior (TUTT) estaba ubicada al oeste de Héctor, la tormenta no se intensificó y comenzó a debilitarse. El Centro Conjunto de Advertencia de Tifones degradado Hector a una depresión tropical después de que el sistema entró rápidamente en un área de alta cizalladura vertical del viento. En las primeras horas del 15 de agosto, ambas agencias emitieron su advertencia final sobre Héctor, mencionando que el LLCC de Hector se había alargado y que la tormenta ya había pasado a un ciclón subtropical. Sin embargo, la Agencia Meteorológica de Japón continuó monitoreando el sistema hasta la medianoche del 17 de agosto.

### Tormenta tropical Ileana
Una onda tropical ingresó al Océano Pacífico oriental el 3 de agosto, donde el Centro Nacional de Huracanes comenzó a monitorear el sistema de desarrollo tropical. Aunque inicialmente el sistema estaba desorganizado, se organizó rápidamente durante los siguientes dos días, y el 4 de agosto se convirtió en una depresión tropical mientras se encontraba al sur del Golfo de Tehuantepec. La depresión continuó organizándose esa noche hasta el día siguiente, y a las 21:00 UTC del 5 de agosto, el sistema se fortaleció en la tormenta tropical Ileana. Después de fortalecerse a vientos máximos de 65 mph (100 km/h), Ileana se debilitó cuando comenzó a sentir la influencia del mucho mayor del huracán John. El 7 de agosto, la pequeña circulación de Ileana se disipó, ya que fue absorbida por John.
Fuertes lluvias en Guerrero causaron tres muertes mientras que las corrientes de resaca causaron una muerte adicional a lo largo de la costa por Acapulco.

### Huracán John
Los orígenes de John se remontan a una amplia área de baja presión que el Centro Nacional de Huracanes (NHC) mencionó por primera vez el 29 de julio. Se esperaba que el área de baja presión se formara a varios cientos de kilómetros al sur del Golfo de Tehuantepec en varios días. El 2 de agosto, se formó un área grande, pero desorganizada de clima alterado. A medida que la perturbación avanzaba lentamente de oeste a noroeste, comenzó a organizarse gradualmente. Para las 21:00 UTC del 5 de agosto, la perturbación había desarrollado un centro de circulación bien definido, lo que llevó al Centro Nacional de Huracanes a clasificar el sistema como una depresión tropical, aproximadamente a 400 millas al suroeste de Acapulco. La depresión se fortaleció rápidamente en la tormenta tropical John seis horas después. Citando condiciones ambientales muy favorables antes de la trayectoria proyectada de la tormenta, el Centro Nacional de Huracanes pronosticó que John se convertiría en un poderoso huracán a mediados de la semana. Poco después de convertirse en una tormenta tropical, John comenzó a intensificarse rápidamente, convirtiéndose en un huracán a las 21:00 UTC cuando comenzó a interactuar con la cercana tormenta tropical Ileana. La rápida intensificación de John se detuvo momentáneamente luego de que sus nubes se calentaron. Sin embargo, el huracán pronto comenzó a fortalecerse nuevamente al día siguiente. A las 21:00 UTC del 7 de agosto, John se intensificó aún más para alcanzar su intensidad máxima como un huracán de categoría 2, ya que absorbió a la de Ileana, mucho más pequeña, que había estado interactuando con el ciclón.
Aunque los pronósticos iniciales requerían una mayor intensificación en un huracán mayor, la estructura de John comenzó a deteriorarse a medida que pasaba al noreste de la isla Socorro. A las 15:00 UTC del 8 de agosto, John se debilitó a la intensidad de la categoría 1 después de que la densa cubierta central se volvió asimétrica y el ojo ya no era visible en las imágenes visuales. Dieciocho horas más tarde, John se debilitó en una tormenta tropical debido a las temperaturas de la superficie del mar que se fueron enfriando progresivamente a medida que avanzaba hacia un área de aire más estable. Durante el día siguiente, John continuó debilitándose hasta que la convección se disipó por completo a las 04:30 UTC del 10 de agosto, lo que lo convirtió en un remanente bajo. Los remanentes de John se disiparon el 14 de agosto.
En el estado mexicano de Chiapas, Juan causó un total de cuatro muertes. En Jiquipilas el 6 de agosto, un automóvil que contenía a 18 personas fue arrastrado por la corriente mientras intentaba cruzar un puente inundado. Tres niños y un adulto fueron encontrados muertos más tarde. A las 00:30 UTC del 8 de agosto, el ojo del huracán John pasó aproximadamente 9 millas al noreste de la isla Socorro. Una estación de informes automatizada en la isla reportó vientos sostenidos de 15 minutos a 55 mph (88 km/h), mientras que los vientos soplaron a 80 mph (129 km/h). También se registró una presión mínima de 970 mbar (hPa; 28.64 inHg), aunque esta cifra probablemente era demasiado baja. El mismo día, las autoridades estatales de Baja California Sur cerraron escuelas y puertos en Los Cabos como medida de precaución debido a las grandes olas de John. Del 8 al 10 de agosto, un gran flujo de viento en sentido contrario a las agujas del reloj asociado con John inyectó humedad en Arizona y Nuevo México. Numerosas tormentas eléctricas se desarrollaron, causando inundaciones en ambos estados. El granizo del tamaño de una pelota de ping-pong también se informó en Flagstaff, Arizona. También se desarrollaron tormentas aisladas en el sur de California, Nevada y Colorado.

### Tormenta tropical Kristy
Un área de clima alterado se formó al sur de México el 2 de agosto, el Centro Nacional de Huracanes comenzó a monitorear las perturbaciones para un potencial desarrollo tropical. El sistema se demoró durante días sin desarrollarse ya que rastreaba en general hacia el oeste, hasta que ganó suficiente organización como para ser clasificado como depresión tropical Trece E a las 05:00 UTC del 7 de agosto. La depresión eventualmente se convirtió en la tormenta tropical Kristy a las 09:00 UTC más tarde ese día. Kristy se fortaleció gradualmente durante los días siguientes, ya las 03:00 UTC del 10 de agosto, alcanzó su intensidad máxima con vientos máximos sostenidos de 70 mph (110 km/h), justo antes del estado de huracán. Cuando Kristy se movió sobre aguas más frías, gradualmente se debilitó, hasta que degeneró en un baja remanente a las 15:00 UTC del 11 de agosto.

### Huracán Lane
Una depresión tropical se formó bien al suroeste de Baja California alrededor de las 03:00 UTC del 15 de agosto, desde un área de clima perturbado que el Centro Nacional de Huracanes ha estado monitoreando durante días. Dirigido hacia el oeste en medio de condiciones ambientales favorables, el sistema se intensificó en la tormenta tropical que fue asignada Lane antes de las 15:00 UTC del día siguiente, y se fortaleció aún más a un huracán alrededor de las 03:00 UTC del 17 de agosto como un ojo se hizo evidente. Tras la formación de un núcleo interno, Lane comenzó un período de intensificación rápida que llevó al sistema a su intensidad máxima inicial como huracán categoría 4 a principios del 18 de agosto.
Cruzó al Pacífico Central a partir de entonces, donde la fuerte cizalladura del viento del oeste causó una degradación sustancial en la presentación del satélite. Los vientos de nivel alto se aflojaron gradualmente, lo que permitió a Lane recuperar la intensidad de categoría 4 tarde el 20 de agosto. A pesar de los pronósticos que pedían que la tormenta se debilitara, Lane continuó fortaleciéndose. A las 04:30 UTC del 22 de agosto, los datos de un avión de reconocimiento midieron vientos máximos sostenidos de 1 minuto a aproximadamente 260 km/h, y Lane fue elevado a huracán categoría 5, ya que mantuvo un ojo distinto rodeado de convección profunda. Varias horas más tarde, Lane se debilitó de nuevo a un huracán categoría 4 de gama alta. El 24 de agosto, la cizalladura del viento del sudoeste debilitó Lane a un huracán categoría 3. Al mismo tiempo, el huracán comenzó a viajar en un movimiento norte-noroeste debido al desarrollo de una cresta de capa profunda hacia el este y el sureste. Luego, Lane giró hacia el norte y luego hacia el norte-noreste, a medida que la cresta continuaba desarrollándose. Más tarde ese día, Lane cayó por debajo del umbral del huracán mayor ya que la cizalladura del viento continuó afectando el sistema.
La tendencia al debilitamiento se hizo más rápida a medida que aumentaba la cizalladura del viento. Lane se debilitó a un huracán de categoría 1 el 25 de agosto, y cayó por debajo de la fuerza del huracán solo tres horas después, basado en la rápida degradación del patrón de nubes. El centro quedó expuesto y la convección profunda se cortó hacia el noreste. Quince horas tarde, Lane hizo su acercamiento más cercano a Hawái, aproximadamente 110 millas (175 km) al sur-sureste de Honolulu. A partir del 25 de agosto, la dirección de viaje de Lane fluctuó y el movimiento de avance de la tormenta se estancó. Tarde en ese día, Lane dio un giro brusco hacia el oeste, bajo la influencia de los vientos del este de bajo nivel. El 26 de agosto, Lane se debilitó aún más en una depresión tropical en un ambiente hostil, mientras continúa hacia el oeste. Sin embargo, al día siguiente, Lane se volvió a intensificar en una tormenta tropical, cuando estalló la convección en el semicírculo oriental y las bandas convectivas en el sureste de la tormenta también aumentaron. Sin embargo, esta tendencia de fortalecimiento fue de corta duración, y Lane se debilitó a una depresión tropical una vez más a principios del 28 de agosto. Más tarde ese mismo día, Lane giró hacia el noroeste bajo la influencia de un canal de bajo nivel en desarrollo. A principios del 29 de agosto, Lane se debilitó a un nivel remanente postropical, mientras giraba hacia el norte, a medida que el centro de la tormenta se alargaba.
El 23 de agosto, el huracán Lane causó inundaciones repentinas y deslizamientos de tierra en todo el condado de Hawái. Algunas partes de la Isla Grande recibieron tanto como 52.02 pulgadas (1.321,3 mm) de lluvia, convirtiendo a Lane en el ciclón tropical más húmedo registrado en el estado de Hawái. Más tarde ese día, la pared del ojo del noroeste de Lane pasó sobre una boya de la Administración Nacional Oceánica y Atmosférica ubicada al suroeste de la Isla Grande, que registró vientos máximos de 107 mph (172 km/h). Las inundaciones de Lane obligaron a la evacuación de más de 100 residentes en Reeds Island. El 24 de agosto, las líneas eléctricas caídas y los fuertes vientos comenzaron tres incendios en Maui. El mayor de los incendios arrasó 2.000 acres (8.1 km²) y golpeó a un individuo. En un momento dado, un refugio de huracanes tuvo que ser evacuado por las llamas invasoras. Las líneas eléctricas derribadas hicieron que muchos residentes evacuados fuesen lentos para regresar a sus hogares después de la tormenta. Además, el 24 de agosto, se abrió un sumidero gigante en Haiku, con testigos oculares que informaron que la fisura estaba a unos 25-30 pies de profundidad.

### Huracán Miriam
A las 21:00 UTC del 22 de agosto, los pronosticadores del Centro Nacional de Huracanes pronosticaron que podría formarse un área de baja presión a varios cientos de millas al suroeste de Baja California Sur. Poco después, el 24 de agosto, cuando se formó una depresión de baja presión donde el Centro Nacional de Huracanes predijo dónde estaría, las predicciones dijeron que sería posible un desarrollo gradual del sistema. Se produjo un desarrollo gradual y se formó una depresión tropical a las 9:00 UTC del 26 de agosto. A las 15:00 UTC del mismo día, la depresión se intensificó y se convirtió en tormenta tropical, donde recibió el nombre de Miriam. El sistema se intensificó gradualmente y, a las 21:00 UTC del 29 de agosto, Miriam se convirtió en huracán. A las 0:00 UTC del 30 de agosto, Miriam ingresó al Pacífico Central, donde se transfirió la responsabilidad al Centro de Huracanes del Pacífico Central. A las 12:00 UTC del 31 de agosto, Miriam se intensificó para alcanzar su intensidad máxima como huracán de categoría 2. Poco después, Miriam comenzó a verse afectada por la cizalladura del viento, debilitándose hasta convertirse en un huracán de categoría 1 el 31 de agosto. A última hora del 2 de septiembre, Miriam degeneró en un mínimo remanente, debido a la fuerte cizalladura del viento.

### Huracán Norman
El huracán Norman se originó en una amplia área de baja presión que se formó varios cientos de millas al sursudoeste de Acapulco, México, el 25 de agosto. Desplazando hacia el oeste-noroeste, el sistema se fusionó en una depresión tropical a las 15:00 UTC del 28 de agosto mientras se encontraba aproximadamente a 420 millas (675 km) al sursudoeste del extremo sur de Baja California. Una cresta subtropical dirigió el sistema hacia el oeste durante varios días. El 29 de agosto, la depresión se intensificó en una tormenta tropical y recibió el nombre Norman. Las condiciones ambientales favorables permitieron una intensificación rápida y el sistema alcanzó la fuerza de huracán a principios del 30 de agosto. La intensificación rápida se produjo a lo largo del día, culminando con Norman alcanzando su intensidad máxima a las 15:00 UTC, con vientos sostenidos de 150 mph (240 km/h) y una presión central de 937 mbar (27,67 inHg). Durante un período de 24 horas, los vientos de los huracanes aumentaron en 80 mph (130 km/h), el mayor aumento de ese tipo desde el huracán Patricia en 2015.
La combinación de un ciclo de reemplazo de la pared del ojo y el aumento de la cizalladura del viento indujeron debilitamiento a partir del 31 de agosto. A las 03:00 UTC del mismo día, Norman giró hacia el oeste-suroeste debido a una cresta de capa profunda hacia el norte. Norman cayó al estado de categoría 2 por un período, antes de que se intensificara inesperadamente y volviera a convertirse en un huracán de categoría 4 el 2 de septiembre. La tormenta alcanzó un pico secundario con vientos de 130 mph (215 km/h) y una presión de 948 mbar (28.00 inHg). Inicialmente demostró ser resistente a las condiciones adversas, Norman sucumbió al aumento de la cizalladura del viento y la baja temperatura de la superficie del mar el 3 de septiembre. Su ceniza densa central se calentó y su ojo se llenó. Al mismo tiempo, Norman tomó un giro hacia una dirección más occidental. El 4 de septiembre, el huracán cruzó al oeste de 140°W, y la responsabilidad de advertencia se trasladó al Centro de Huracanes del Pacífico Central (CPHC). Al día siguiente, se produjo otra oleada de intensificación inesperada y Norman recuperó un estado de huracán mayor. Sin embargo, la cizalladura del viento aumentó una vez más a partir de entonces, y Norman se debilitó en un huracán de categoría 1 el 6 de septiembre. El 7 de septiembre, Norman se debilitó aún más debido a una tormenta tropical cuando comenzó a perder sus características tropicales. El CPHC emitió su aviso final sobre Norman a las 21:00 UTC del 8 de septiembre, ya que se estaba convirtiendo rápidamente en extratropical.

### Huracán Olivia
Olivia se originó en una amplia área de baja presión que se formó varios cientos de millas al suroeste de México el 30 de agosto. El Centro Nacional de Huracanes (NHC) continuó monitoreando las perturbaciones a medida que avanzaba hacia el oeste-noroeste durante los dos días siguientes y poco a poco se volvió más organizado. A las 03:00 UTC del 1 de septiembre, el Centro Nacional de Huracanes declaró que el nivel bajo se había convertido en la depresión tropical Diecisiete-E aproximadamente a 425 millas (680 km) al suroeste de Manzanillo, México. Inicialmente, debido a la cizalladura vertical del viento del noreste, la depresión naciente solo se fortaleció lentamente, alcanzando el estado de tormenta tropical a las 09:00 UTC del 2 de septiembre; en este momento, la depresión se llamaba Olivia. Durante los siguientes días, el sistema viajaría de oeste a oeste-noroeste bajo la influencia de un risco subtropical que se extendía desde el centro de México a través del Pacífico oriental.
Durante el siguiente día y medio, Olivia cambió poco en fuerza ya que la cizalladura del viento continuó afectando el sistema. Sin embargo, a última hora del 3 de septiembre, se desarrolló una nubosidad central sobre el centro de circulación de Olivia y comenzó a formarse un núcleo interno, precediendo a un período de rápida intensificación. A las 03:00 UTC del 4 de septiembre, Olivia se convirtió en un huracán, y alcanzó el estado de categoría 2 en la escala de huracanes de Saffir-Simpson doce horas después. A las 21:00 UTC del 4 de septiembre, Olivia alcanzó el estatus de categoría 3 y por lo tanto se convirtió en el sexto huracán mayor de la temporada. Seis horas más tarde, Olivia alcanzó su intensidad máxima inicial, con vientos máximos sostenidos de 125 mph (195 km/h) y una presión central mínima de 955 mbar (hPa; 28.20 inHg).
Poco después, sin embargo, Olivia comenzó a debilitarse, cayendo por debajo del estado de Categoría 3 seis horas después. Eventualmente, Olivia tocó fondo como un huracán de categoría 2 de gama baja, antes de comenzar a intensificarse nuevamente el 6 de septiembre. Olivia recuperó el estado de huracán mayor a las 12:00 UTC de ese día, y alcanzó su punto máximo como huracán de categoría 4 a las 03:00 UTC del 7 de septiembre, con vientos de 130 mph (215 km/h) y una presión mínima de 948 mbar (hPa; 28.0 inHg). En ese momento, el Centro Nacional de Huracanes señaló que Olivia era un «ejemplo sobresaliente de un huracán anular», con un ojo agudo rodeado por un solo anillo de intensa convección. Seis horas más tarde, Olivia comenzó otra tendencia de debilitamiento a medida que la temperatura de la superficie del mar disminuía y las cimas de las nubes alrededor del ojo se calentaban. A las 09:00 UTC del 8 de septiembre, Olivia se había debilitado a un huracán de categoría 1. A las 03:00 UTC del 9 de septiembre, el Centro de Huracanes del Pacífico Central (CPHC) asumió la responsabilidad de monitorear y emitir avisos sobre Olivia luego de que el huracán cruzó el meridiano 140 y entró al Pacífico central.
El 11 de septiembre, Olivia se debilitó a una tormenta tropical, después de encontrar una fuerte cizalladura del viento. Tarde en el mismo día, el centro de circulación de bajo nivel de Olivia se separó de la convección profunda, lo que resultó en un aumento significativo en la velocidad de avance. Olivia se debilitó rápidamente al acercarse a Hawái, antes de llegar brevemente a Maui y Lanai el 12 de septiembre, a las 19:10 UTC y a las 19:54 UTC respectivamente, con vientos sostenidos de 45 mph (75 km/h). A las 09:00 UTC del 13 de septiembre, cuando Olivia se alejaba de Hawái, el sistema se debilitó y se convirtió en una depresión tropical. Después de que la cizalladura del viento interrumpiera continuamente la convección de Olivia, el sistema degeneró en un remanente postropical bajo el 14 de septiembre. El 19 de septiembre, el remanente de Olivia cruzó la línea internacional de cambio de fecha y entró en la Cuenca del Pacífico Oeste. El Centro Conjunto de Advertencia de Tifones (JTWC) declaró que había una posibilidad de reurbanización. Poco después, Olivia perdió rápidamente toda su convección y se disipó, debido a la cizalladura del viento. Sin embargo, la energía remanente de Olivia contribuyó a la formación de una depresión tropical débil, que se convirtió en depresión tropical 29W.

### Tormenta tropical Paul
Una gran área de tormentas desorganizadas y nubosidad se formó a varios cientos de millas de la costa suroeste de México el 4 de septiembre. La perturbación se organizó gradualmente a medida que avanzaba lentamente hacia el oeste-noroeste, y hacia las 15:00 UTC del 8 de septiembre, había adquirido suficiente convección organizada para clasificarse como una depresión tropical. Aunque los pronósticos iniciales pedían que la depresión eventualmente se fortaleciera hasta convertirse en un huracán, seguía siendo un ciclón tropical esquilado con su centro de circulación expuesto en el lado este. A las 09:00 UTC del 9 de septiembre, la depresión se fortaleció y se convirtió en la tormenta tropical Paul. A pesar de un ambiente moderadamente favorable, Paul no se fortaleció significativamente y se mantuvo como un sistema pobremente organizado, que eventualmente se debilitó a una depresión tropical a principios del 11 de septiembre. Después de carecer de convección profunda durante más de 12 horas, Paul degeneró en un mínimo remanente el 12 de septiembre, marcando la primera vez desde el 14 de agosto que no había ciclones tropicales activos en el Pacífico nororiental.

### Depresión tropical Diecinueve-E
En la medianoche de martes del 11 de septiembre de 2018, los pronosticadores del Centro Nacional de Huracanes pronosticaron que se desarrollaría un área de baja presión en pocos días. A las 12:00 UTC del 14 de septiembre, se había desarrollado una amplia zona de clima alterado, como se esperaba. Siguieron algunos desarrollos, pero el sistema comenzó a acercarse a la península de Baja California, que inicialmente se esperaba que provocara que el sistema no se desarrollara debido a la interacción con la tierra. A pesar de la interacción con la tierra, el sistema continuó organizándose, ya las 15:00 UTC del 19 de septiembre, la depresión tropical Diecinueve-E se formó dentro de un valle invertido en el Golfo de California, con el Centro Nacional de Huracanes ha iniciando los avisos acerca del sistema. La tormenta arrojó grandes cantidades de lluvia sobre Baja California Sur y el noroeste de México cuando todavía estaba en alta mar. Sin embargo, la depresión duró poco, ya que la tormenta se disipó después de tocar tierra a principios del 20 de septiembre.

### Huracán Rosa
El huracán Rosa se originó en un área de clima perturbado que el Centro Nacional de Huracanes (NHC) pronosticó por primera vez el 19 de septiembre. En ese momento, el Centro Nacional de Huracanes predijo que se formarían áreas de baja presión durante el fin de semana al sur de México, y comenzar el desarrollo después de eso. El 22 de septiembre, una amplia área de baja presión se formó aproximadamente a 200 millas al sur de México. El Centro Nacional de Huracanes continuó rastreando la perturbación durante unos días más a medida que avanzaba de oeste a oeste-noroeste. El 25 de septiembre a las 09:00 UTC, el Centro Nacional de Huracanes informó que la depresión tropical Veinte-E se había formado aproximadamente 365 millas (590 km) al sursudoeste de Manzanillo, México. Seis horas después, la depresión se convirtió en tormenta tropical y se le asignó el nombre de Rosa.
Durante el día siguiente, Rosa continuó fortaleciéndose, convirtiéndose en el décimo huracán de la temporada a las 15:00 UTC del 26 de septiembre. Rosa continuó fortaleciéndose gradualmente durante las siguientes dieciocho horas antes de comenzar un período de rápida intensificación. Rosa se convirtió en un huracán de categoría 2 el 27 de septiembre a las 15:00 UTC y un huracán mayor seis horas después.. El 28 de septiembre, a las 03:00 UTC, Rosa alcanzó su punto máximo con vientos sostenidos máximos de 145 mph (230 km/h) y una presión central mínima de 940 mbar (27.76 inHg), convirtiéndose en el séptimo huracán de categoría 4 de la temporada. Rosa mantuvo esta intensidad durante seis horas antes de debilitarse ligeramente debido al comienzo de un ciclo de reemplazo de la pared del ojo. Al mismo tiempo, Rosa comenzó a desplazar hacia el noroeste debido a que se aproximaba un nivel medio o superior. El 29 de septiembre a las 03:00 UTC, Rosa se debilitó y se convirtió en un huracán de categoría 2 de alta gama debido al ciclo continuo de la placa ocular y las temperaturas más frías de la superficie del mar. A las 09:00 UTC, Rosa tocó fondo como un huracán de categoría 2 de gama baja antes de que se fortaleciera levemente seis horas después, después de haber completado su ciclo de reemplazo de la pantalla ocular. Durante este tiempo, Rosa desplazaba hacia el norte bajo la creciente influencia del canal. Poco después, Rosa volvió a debilitarse y cayó al estado de categoría 1 a las 09:00 UTC del 30 de septiembre.
En el transcurso del 30 de septiembre, una combinación de fuerte cizalladura del viento del suroeste, enredos de aire seco y temperaturas más frías de la superficie del mar causaron que el núcleo de Rosa se erosionara rápidamente, lo que provocó la pérdida completa de su característica ocular y convección en el semicírculo sur. El 1 de octubre, a las 00:00 UTC, Rosa se convirtió en una tormenta tropical. A las 09:00 UTC del 2 de octubre, Rosa se convirtió en una depresión tropical debido a la cizalladura del viento y las interacciones con la tierra, poco antes de tocar tierra en el oeste de Baja California. Seis horas más tarde, Rosa se debilitó en un remanente bajo cuando comenzó a cruzar hacia el Golfo de California. Desde ese momento en adelante, The Weather Prediction Center (WPC) comenzó a emitir resúmenes de tormentas en Rosa, ya que seguía siendo una gran amenaza de inundación. El WPC notó que la superficie baja de Rosa estaba ubicada en el Golfo de California, mientras que sus remanentes de nivel medio estaban sobre el noreste de Arizona. El 3 de octubre, los remanentes de Rosa se absorbieron en un bajo nivel de desarrollo en la costa de California.
Rosa impulsó la emisión de avisos y advertencias de tormentas tropicales a lo largo de la costa de Baja California, así como varios avisos y avisos relacionados con inundaciones en todo el suroeste de los Estados Unidos. La lluvia de Rosa afectó una gran área geográfica debido a los remanentes que se dividieron en el Golfo de California. Rosa causó inundaciones importantes en todo el noroeste de México, lo que causó la muerte de al menos 13 personas. Rosa también causó inundaciones repentinas en Arizona, con varias pulgadas de lluvia cayendo en las áreas. Además, la humedad de Rosa condujo a lluvias menos amenazadoras en todo el suroeste de los Estados Unidos.

### Huracán Sergio
El 25 de septiembre, Centro Nacional de Huracanes (NHC) señaló por primera vez a una zona de área de baja presión se formara a unos cientos de millas al sur o al suroeste del Golfo de Tehuantepec en un par de días. El 26 de septiembre a las 12:00 UTC, una amplia área de baja presión se formó a unos cientos de millas al sur-sureste de la costa sur de México. El Centro Nacional de Huracanes continuó rastreando la perturbación durante un par de días más a medida que avanzaba hacia el oeste-noroeste. El 29 de septiembre a las 15:30 UTC, el NHC emitió un aviso de desconexión que indicaba que la tormenta tropical Sergio había formado aproximadamente 345 millas (555 km) al sursudoeste de Acapulco, México. A las 21:00 UTC, el NHC discutió que Sergio era una tormenta tropical, pero sin un núcleo de viento interior. En cambio, los vientos sostenidos máximos se ubicaron en una banda de aproximadamente 110 millas náuticas al este del centro. Sergio continuó intensificándose gradualmente durante los próximos dos días, convirtiéndose en huracán el 2 de octubre a las 03:00 UTC. En este momento, Sergio tenía un ojo bien definido debajo de un profundo convecto cubierto con nubes en la parte superior a -85° centígrados. Sergio comenzó un período de rápida intensificación, convirtiéndose en un huracán mayor a las 21:00 UTC. Poco después, la intensificación se detuvo cuando la cizalladura del noroeste afectó el núcleo interno de Sergio con datos de microondas que indicaban una cortina ocular abierta en el lado norte del huracán. Sergio mantuvo su intensidad durante doce horas antes de intensificarse ligeramente.. Al mismo tiempo, la cresta del nivel medio hacia el norte se había debilitado, lo que provocó que Sergio viajara hacia el noroeste. El 4 de octubre a las 03:00 UTC, Sergio se convirtió en el octavo huracán categoría 4 de la temporada, rompiendo el antiguo récord de 7 que se estableció en 2015. Seis horas más tarde, Sergio alcanzó su punto máximo con vientos sostenidos máximos de 140 mph (220 km/h) y una presión central mínima de 943 mbar (27.85 inHg). Sergio mantuvo la intensidad máxima durante seis horas antes de comenzar una tendencia debilitante. A las 03:00 UTC del 5 de octubre, se notó que la estructura de Sergio se había deteriorado con el calentamiento de la parte superior de las nubes y que el ojo se volvía irregular y menos distintivo. A las 09:00 UTC, Sergio comenzó a girar debido a una cresta de nivel medio que se estaba desarrollando hacia el noroeste. Durante los siguientes dos días, Sergio giró del noroeste al suroeste. A las 15:00 UTC, Sergio tocó fondo como un huracán de categoría 3 de gama baja.
Seis horas después, Sergio comenzó otro período de intensificación, alcanzando un pico secundario con vientos de 125 mph (205 km/h) y una presión de 951 mbar (28.09 inHg) el 6 de octubre a las 03:00 UTC. Doce horas más tarde, una vaguada de onda corta debilitó la cresta hacia el noroeste, dando como resultado el comienzo de otro giro. En los próximos días, Sergio se volvió del suroeste al noreste. Después de mantener la intensidad máxima secundaria durante dieciocho horas, Sergio se debilitó ligeramente debido a la surgencia a las 03:00 UTC del 7 de octubre. En ese día, después de haberse debilitado a un huracán de categoría 2, Sergio inesperadamente adquirió la estructura de un huracán anular. Al mismo tiempo, se informó que el ojo se había duplicado en tamaño durante la noche. A las 03:00 UTC del día siguiente, Sergio se debilitó a un huracán de categoría 1. El 9 de octubre, a las 21:00 UTC, Sergio se debilitó a una tormenta tropical, debido a las condiciones desfavorables persistentes. Poco después de las 12:00 UTC del 12 de octubre, Sergio tocó tierra en el municipio de Mulegé de Baja California Sur como una tormenta tropical, con vientos de 45 mph (75 km/h). Poco después de las 18:00 UTC, Sergio tocó tierra en el estado de Sonora y se debilitó a una depresión tropical. antes de degenerar en un remanente a las 21:00 UTC. A principios del 13 de octubre, el remanente de Sergio se disipó sobre el noroeste de México.

### Huracán Walaka
El huracán Walaka se originó en una vaguada de baja presión que el Centro Nacional de Huracanes (NHC, por sus siglas en inglés) observó por primera vez el 22 de septiembre. En ese momento, el Centro Nacional de Huracanes pronosticó que se formaría un área de baja presión en la parte más occidental del este del Pacífico Norte en unos pocos días. A comienzos del 25 de septiembre, una vaguada de baja presión formó aproximadamente 1,600 millas (2575 km) al sur-sureste de Hilo, Hawái. El NHC continuó monitoreando la perturbación durante un día o más hasta que se mudó al área de responsabilidad del Centro de Huracanes del Pacífico Central (CPHC) el 26 de septiembre a las 12:00 UTC. El Centro de Huracanes en el Pacífico Central supervisó la perturbación durante unos días más hasta que el sistema se organizó en la tormenta tropical Walaka el 29 de septiembre a las 21:00 UTC. Durante las siguientes doce horas, Walaka mostró pocos cambios en la intensidad antes de convertirse rápidamente en una fuerte tormenta tropical. Durante las siguientes doce horas, Walaka se fortaleció gradualmente y se convirtió en huracán a las 03:00 UTC del 1 de octubre. Luego, Walaka comenzó un período de rápida intensificación, que se convirtió rápidamente en un huracán de categoría 2 seis horas después. A las 12:00 UTC, Walaka alcanzó el estado de huracán mayor. Seis horas más tarde, Walaka se convirtió en un huracán de categoría 4. A las 00:00 UTC del 2 de octubre, Walaka alcanzó su punto máximo como un huracán de categoría 5, con vientos sostenidos de 1 minuto a 160 mph (260 km / h) y una presión central de 920 mbar (27.17 inHg).
Poco después, Walaka comenzó a someterse a un ciclo de reemplazo de la pared del ojo, que posteriormente causó debilitamiento. A las 15:00 UTC, Walaka se debilitó en un huracán de categoría 4. Doce horas después, Walaka tocó fondo como un huracán de categoría 4 de gama baja. A las 12:00 UTC del 3 de octubre, Walaka completó su ciclo de reemplazo de la pantalla y comenzó a intensificarse. Walaka mantuvo esta intensidad durante doce horas antes de comenzar una segunda tendencia de debilitamiento cuando la cizalladura del viento comenzó a afectar el sistema. A las 03:00 UTC del 4 de octubre, Walaka se debilitó en un huracán de categoría 3.  A las 15:00 GMT, Walaka cayó por debajo del estado de huracán mayor, ya que viajó hacia el norte, lejos del Monumento nacional marino de Papahānaumokuākea. En este momento, se observó que el centro de circulación de bajo nivel de Walaka estaba expuesto en el suroeste debido a la fuerte cizalladura del viento. El debilitamiento se aceleró al día siguiente, ya que casi toda la convección profunda fue eliminada, y Walaka se debilitó en una tormenta tropical el 4 de octubre. A las 09:00 UTC del día siguiente, se observó que Walaka estaba comenzando a pasar a un sistema extratropical a medida que avanzaba hacia el norte, bajo la influencia de un profundo flujo hacia el suroeste.
El 30 de septiembre a las 15:00 UTC, se emitió una alerta de huracán para el atolón Johnston. El 1 de octubre a las 03:00 UTC, la alerta de huracán se cambió a una advertencia de huracán. A las 03:00 UTC del 2 de octubre, se emitió una alerta de huracán para el Monumento nacional marino de Papahānaumokuākea desde Nihoa hasta French Frigate Shoals y Arrecife Maro. A las 21:00 UTC, la alerta de huracán de French Frigate Shoals a Arrecife Maro se cambió a una advertencia de huracán. Además, se emitió una advertencia de tormenta tropical para Nihoa a French Frigate Shoals. El 3 de octubre, la advertencia de huracán para el atolón Johnston fue descontada cuando Walaka se desplazó. El 4 de octubre, la advertencia de huracán para el Monumento Nacional Marino de Papahanaumokuakea se redujo a una advertencia de tormenta tropical, y todos ellos fueron descontados al día siguiente, ya que Walaka se debilitó y se alejó de las islas.

### Tormenta tropical Tara
Temprano el 11 de octubre, El Centro Nacional de Huracanes comenzó a monitorear una extensa área de tormentas que se había desarrollado cerca del Golfo de Tehuantepec haciendo posible el desarrollo de un ciclón tropical. El disturbio se contrajo gradualmente y se definió mejor a medida que avanzaba de oeste a noroeste en paralelo a la costa de México. A las 15:00 UTC el 14 de octubre, la baja adquirió convección lo suficientemente organizada para ser clasificada a depresión tropical. La depresión se organizó en una tormenta tropical y se le dio el nombre de Tara el 15 de octubre a las 09:00 UTC. Inusualmente las condiciones favorables para el fortalecimiento se presentaron, lo que permitieron que Tara se definiera absolutamente, aunque poco, más tarde ese día. Sin embargo, una ráfaga de moderada a fuerte cizalladura del sudeste provocó que las circulaciones de nivel bajo y de nivel superior del ciclón se desacoplaran a medida que avanzaba lentamente hacia el noroeste, y se produjo un rápido debilitamiento a medida que Tara se acercaba a la costa mexicana. A las 21:00 UTC del 16 de octubre, Tara se debilitó hasta convertirse en una depresión tropical mientras se encontraba al sur de Manzanillo, México. antes de degenerar en un canal alargado sin circulación discernible seis horas más tarde.

### Tormenta tropical Vicente
La tormenta tropical Vicente se originó en una vaguada alargada de baja presión que se desarrolló hacia el sur de Guatemala, el 17 de octubre, después de cruzar desde América Central. Aunque al sistema se le dio una alta probabilidad de desarrollo tropical, el sistema permaneció desorganizado mientras avanzaba hacia el oeste. A las 00:00 UTC del 19 de octubre, se desarrolló un nuevo canal de baja presión al sur de Guatemala, dentro de la amplia área de clima alterado, al este de la baja original de la perturbación más grande (que luego se convirtió en el huracán Willa). Durante las siguientes doce horas, el Centro Nacional de Huracanes (NHC) continuó rastreando la perturbación a medida que avanzaba de oeste a noroeste, hasta que la perturbación se organizó en una depresión tropical a las 15:00 UTC del mismo día. Seis horas después, la depresión se intensificó en una tormenta tropical y se le asignó el nombre de Vicente. En este momento, el NHC notó que aunque Vicente era un ciclón tropical diminuto, tenía bandas convectivas bien definidas.
Poco después, la organización de Vicente fue interrumpida por la cizalladura del viento del noroeste. El NHC notó que el centro de bajo nivel de Vicente se había movido rápidamente hacia el noroeste, lejos de su densa cubierta central, y estaba casi completamente expuesto. A pesar de ser una tormenta tropical débil, Vicente ocasionalmente mostraba una característica similar a un ojo. Vicente serpenteaba durante aproximadamente un día hasta alcanzar su intensidad máxima con vientos máximos sostenidos de 50 mph (85 km / h) y una presión central mínima de 1002 mbar (29.59 inHg) a las 21:00 UTC del 20 de octubre. Vicente mantuvo su intensidad máxima durante dieciocho horas antes de debilitarse a las 21:00 UTC del día siguiente, debido a la cizalladura del viento de norte a noreste. En este momento, el NHC notó que el patrón de nubes del sistema se había desorganizado y que el centro de circulación de bajo nivel estaba expuesto. Vicente se fortaleció levemente a las 09:00 UTC del 22 de octubre, después de una explosión de convección profunda desarrollada con cimas de nubes significativamente más frías. Sin embargo, esta tendencia de fortalecimiento duró poco, ya que Vicente mantuvo esta intensidad durante seis horas antes de comenzar a decaer rápidamente.

### Huracán Willa
El 14 de octubre, el Centro Nacional de Huracanes comenzó a monitorear una onda tropical del Atlántico que había desarrollado un área de baja presión en el suroeste del Mar Caribe. Al día siguiente, el sistema se organizó mejor al sureste de la península de Yucatán y la tormenta encontró condiciones más favorables a medida que se acercaba a la tierra; se programó una aeronave de cazadores de huracanes para inspeccionar el sistema para un mayor desarrollo. Sin embargo, la organización se vio obstaculizada ya que el sistema llegó rápidamente a tierra en Belice al día siguiente. A principios del 17 de octubre, la onda tropical se trasladó al Pacífico oriental y se organizó rápidamente; sin embargo, el sistema no se unió en un ciclón tropical y se desorganizó cada vez más al día siguiente. A principios del 19 de octubre, un nuevo canal de baja presión se desarrolló al este de la baja original, que se organizó en la tormenta tropical Vicente más tarde ese día. El sistema original de baja al oeste se organizó gradualmente mientras se movía hacia el oeste y, a principios del 20 de octubre, el sistema se convirtió en depresión tropical Veinticuatro-E cuando estaba ubicado frente a la costa del suroeste de México. Varias horas después, el sistema se convirtió en una tormenta tropical y se le dio el nombre de Willa. A principios del 21 de octubre, Willa experimentó una rápida intensificación y se convirtió en un huracán de categoría 1. Se produjo una mayor intensificación rápida y Willa se convirtió en un huracán de categoría 3 a las 21:00 UTC, solo doce horas después de alcanzar el estado de huracán, convirtiéndose en el décimo huracán más intensa de la temporada. Poco después, a las 22:30 UTC, Willa se intensificó aún más en un huracán de categoría 4, convirtiéndose en el noveno año en el Pacífico oriental. A las 15:00 UTC del 22 de octubre, Willa alcanzó su intensidad máxima como el tercer huracán de categoría 5 del año. Posteriormente, Willa comenzó a debilitarse, debido al comienzo de un ciclo de reemplazo de la pared del ojo, que se debilitó a un huracán de categoría 4 de alto nivel seis horas después.
Willa encontró cizalladura del viento y se debilitó aún más en un huracán de categoría 3 al día siguiente, antes de tocar tierra con intensidad de categoría 3 a la 1:00 UTC del 24 de octubre (7:00 p. m. el 23 de octubre, hora local), en Sinaloa, suroeste de México. Después de tocar tierra, Willa se debilitó rápidamente, disipándose el 24 de octubre sobre el noreste de México. En el estado de Nayarit, Willa mató a cuatro personas, tres se ahogaron a lo largo del río San Pedro y la otra fue descubierta por los pescadores. Las fuertes lluvias mataron a dos personas en Heroica Nogales, Sonora. Allí, las inundaciones arrasaron automóviles y entraron a hogares y negocios.

### Tormenta tropical Xavier
Xavier se originó en un canal de baja presión que el Centro Nacional de Huracanes comenzó a rastrear el 25 de octubre El Centro Nacional de Huracanes hizo un seguimiento de la perturbación durante los siguientes días, ya que se organizó lentamente y giró desde una dirección más al oeste hacia el noroeste. Sin embargo, el disturbio se hizo menos organizado el 30 de octubre. Durante los siguientes días, el Centro Nacional de Huracanes continuó rastreando la perturbación mientras se reorganizaba y giraba hacia el noreste. A las 21:00 UTC del 2 de noviembre, el sistema se organizó en una depresión tropical a unos cientos de millas al suroeste de Manzanillo, México. que posteriormente se fortaleció en tormenta tropical Xavier a las 03:00 UTC del 3 de noviembre. Esto convirtió a Xavier en la primera tormenta en alcanzar el nombre de "X" en la lista de nombres del Pacífico Oriental desde 1992. A lo largo de su vida útil, Xavier fue golpeado por una fuerte cizalladura del viento, lo que impidió que el sistema se fortaleciera. El sistema se cortó de toda la convección tarde el 5 de noviembre, y degeneró en un ciclón post-tropical a principios del 6 de noviembre. Xavier trajo vientos con fuerza de tormenta tropical y fuertes lluvias a la costa del oeste de México.

## Otros ciclones
El 29 de agosto, un bajo nivel superior absorbió los remanentes del huracán Lane al oeste-noroeste de Hawái. La tormenta recibió la designación de 96C del Laboratorio de Investigación Naval de los Estados Unidos (NRL). Atravesar un área con temperatura de la superficie del mar de 2 °C (3.6 °F) por encima de lo normal, el sistema se fusionó en una tormenta subtropical hasta el 31 de agosto. El 2 de septiembre, el sistema alcanzó su intensidad máxima y comenzó a mostrar un ojo. Después, el sistema comenzó a debilitarse gradualmente, mientras aceleraba hacia el norte hacia aguas más frías. El 3 de septiembre, el sistema se debilitó por debajo de la intensidad de la depresión tropical, regresando a un nivel extratropical bajo. El 4 de septiembre, el sistema fue absorbido por una tormenta extratropical más grande en el Mar de Bering.

## Estadísticas de temporada
Esta es una tabla de todas los sistemas que se han formado en la temporada de 2018. Incluye su duración, nombres, áreas afectada(s), indicados entre paréntesis, daños y muertes totales. Las muertes entre paréntesis son adicionales e indirectas, pero aún estaban relacionadas con esa tormenta. Los daños y las muertes incluyen totales mientras que la tormenta era extratropical, una onda o un baja, y todas las cifras del daño están en USD 2018.
| DT | TT | 1 | 2 | 3 | 4 | 5 |

| Nombre                  | Fechas activo                    | Categoría de tormenta en intensidad máxima | Vientos máx. (km/h) | Presión min (hPa) | ACE     | Áreas afectadas                     | Áreas afectadas  | Áreas afectadas | Daños (en millones USD) | Muertos |
| Nombre                  | Fechas activo                    | Categoría de tormenta en intensidad máxima | Vientos máx. (km/h) | Presión min (hPa) | ACE     | Lugar                               | Fecha            | Vientos (km/h)  | Daños (en millones USD) | Muertos |
| ----------------------- | -------------------------------- | ------------------------------------------ | ------------------- | ----------------- | ------- | ----------------------------------- | ---------------- | --------------- | ----------------------- | ------- |
| Uno-E                   | 10 – 11 de mayo                  | Depresión tropical                         | 55 (35)             | 1007              | 0       | Ninguno                             | Ninguno          | Ninguno         | N/A                     | 0       |
| Aletta                  | 6 – 11 de junio                  | Huracán categoría 4                        | 220 (140)           | 943               | 11.1725 | Ninguno                             | Ninguno          | Ninguno         | N/A                     | 0       |
| Bud                     | 9 – 16 de junio                  | Huracán categoría 4                        | 220 (140)           | 943               | 12.345  | Cabo San Lucas, Baja California Sur | 15 de junio      | 75 (45)         | N/A                     | 1       |
| Carlotta                | 14 – 18 de junio                 | Tormenta tropical                          | 100 (65)            | 997               | 1.48    | Acapulco, Guerrero                  | 17 de junio      | 95 (60)         | 7.6                     | 3       |
| Daniel                  | 24 – 26 de junio                 | Tormenta tropical                          | 75 (45)             | 1004              | 0.725   | Ninguno                             | Ninguno          | Ninguno         | N/A                     | 0       |
| Emilia                  | 27 de junio – 1 de julio         | Tormenta tropical                          | 95 (60)             | 997               | 1.47    | Ninguno                             | Ninguno          | Ninguno         | N/A                     | 0       |
| Fabio                   | 30 de junio – 6 de julio         | Huracán categoría 2                        | 175 (110)           | 964               | 9.8475  | Ninguno                             | Ninguno          | Ninguno         | N/A                     | 0       |
| Gilma                   | 26 – 29 de julio                 | Tormenta tropical                          | 75 (45)             | 1005              | 0.5275  | Ninguno                             | Ninguno          | Ninguno         | N/A                     | 0       |
| Nueve-E                 | 26 – 27 de julio                 | Depresión tropical                         | 55 (35)             | 1007              | 0       | Ninguno                             | Ninguno          | Ninguno         | N/A                     | 0       |
| Héctor                  | 31 de julio – 13 de agosto       | Huracán categoría 4                        | 250 (155)           | 936               | 49.6225 | Ninguno                             | Ninguno          | Ninguno         | N/A                     | 0       |
| Ileana                  | 4 – 7 de agosto                  | Tormenta tropical                          | 100 (65)            | 998               | 1.8825  | Ninguno                             | Ninguno          | Ninguno         | 0.737                   | 8       |
| John                    | 5 – 10 de agosto                 | Huracán categoría 2                        | 175 (110)           | 964               | 8.4950  | Ninguno                             | Ninguno          | Ninguno         | N/A                     | 0       |
| Kristy                  | 7 – 12 de agosto                 | Tormenta tropical                          | 110 (70)            | 991               | 4.3425  | Ninguno                             | Ninguno          | Ninguno         | N/A                     | 0       |
| Lane                    | 15 – 28 de agosto                | Huracán categoría 5                        | 260 (160)           | 926               | 42.73   | Ninguno                             | Ninguno          | Ninguno         | 250                     | 1       |
| Miriam                  | 26 de agosto – 2 de septiembre   | Huracán categoría 2                        | 155 (100)           | 974               | 10.6025 | Ninguno                             | Ninguno          | Ninguno         | N/A                     | 0       |
| Norman                  | 28 de agosto – 8 de septiembre   | Huracán categoría 4                        | 240 (150)           | 937               | 36.8275 | Ninguno                             | Ninguno          | Ninguno         | N/A                     | 0       |
| Olivia                  | 1 – 14 de septiembre             | Huracán categoría 4                        | 215 (130)           | 951               | 25.0325 | Maui, Hawái                         | 14 de septiembre | 75 (45)         | 25                      | 0       |
| Paul                    | 8 – 11 de septiembre             | Tormenta tropical                          | 75 (45)             | 1002              | 1.1775  | Ninguno                             | Ninguno          | Ninguno         | N/A                     | 0       |
| 19-E                    | 19 – 20 de septiembre            | Depresión tropical                         | 55 (35)             | 1002              | 0       | Noroeste de México                  | 20 de septiembre | 55 (35)         | 296                     | 14      |
| Rosa                    | 25 de septiembre – 2 de octubre  | Huracán categoría 4                        | 240 (150)           | 936               | 16.9525 | Ninguno                             | Ninguno          | Ninguno         | 50.5                    | 3       |
| Sergio                  | 29 de septiembre – 13 de octubre | Huracán categoría 4                        | 220 (140)           | 943               | 35.705  | Guerrero Negro, Baja California Sur | 12 de octubre    | 75 (45)         | 2.67                    | 1       |
| Walaka                  | 29 de septiembre – 6 de octubre  | Huracán categoría 5                        | 260 (160)           | 921               | 23.58   | Ninguno                             | Ninguno          | Ninguno         | N/A                     | 0       |
| Tara                    | 14 – 17 de octubre               | Tormenta tropical                          | 100 (65)            | 995               | 1.32    | Ninguno                             | Ninguno          | Ninguno         | N/A                     | 0       |
| Vicente                 | 19 – 23 de octubre               | Tormenta tropical                          | 85 (50)             | 1002              | 2.2225  | Acapulco, Guerrero                  | 23 de octubre    | 55 (35)         | 7.06                    | 16      |
| Willa                   | 20 – 24 de octubre               | Huracán categoría 5                        | 260 (160)           | 925               | 15.7075 | Culiacán, Sinaloa                   | 23 de octubre    | 185 (115)       | 825                     | 9       |
| Xavier                  | 2 – 5 de noviembre               | Tormenta tropical                          | 100 (65)            | 995               | 2.7975  | Ninguno                             | Ninguno          | Ninguno         | N/A                     | 0       |
| Totales de la temporada |                                  |                                            |                     |                   |         |                                     |                  |                 |                         |         |
| 26 ciclones             | 10 de mayo – 5 de noviembre      |                                            | 260 (160)           | 921               | 316.565 | '                                   | '                | '               | 1,258                   | 52      |

## Nombres de los ciclones tropicales
| Océano Pacífico nororiental y central                                | Océano Pacífico nororiental y central                             | Océano Pacífico nororiental y central                                                    |
| -------------------------------------------------------------------- | ----------------------------------------------------------------- | ---------------------------------------------------------------------------------------- |
| - Aletta - Bud - Carlotta - Daniel - Emilia - Fabio - Gilma - Héctor | - Ileana - John - Kristy - Lane - Miriam - Norman - Olivia - Paul | - Rosa - Sergio - Tara - Vicente - Willa - Xavier - Yolanda (sin usar) - Zeke (sin usar) |
| Océano Pacífico central                                              |                                                                   |                                                                                          |
| - Walaka - Akoni (sin usar)                                          | - Ema (sin usar) - Hone (sin usar)                                | - Iona (sin usar) - Keli (sin usar)                                                      |

Los ciclones tropicales son fenómenos que pueden durar desde unas cuantas horas hasta un par de semanas o más. Por ello, puede haber más de un ciclón tropical al mismo tiempo y en una misma región. Los pronosticadores meteorológicos asignan a cada ciclón tropical un nombre de una lista predeterminada, para identificarlo más fácilmente sin confundirlo con otros. La Organización Meteorológica Mundial (OMM) ha designado centros meteorológicos regionales especializados a efectos de monitorear y nombrar los ciclones.
Para las tormentas que se forman en el área de responsabilidad del Centro de Huracanes del Pacífico Central, que abarca el área entre 140 grados al oeste y la Línea internacional de cambio de fecha, todos los nombres se utilizan en una serie de cuatro listas rotatorias. Los siguientes cuatro nombres que se programarán para su uso en la temporada de 2018 se muestran a continuación de esta lista. Walaka se usó por primera vez, por otra parte, es la última tormenta nombrada de la cuarta lista de los ciclones tropicales por el Centro de Huracanes del Pacífico Central, lo cual el siguiente nombre será Akoni en la primera lista de los nombres de los ciclones tropicales, Akoni ya fue usado en la temporada de 1982.
Los siguientes nombres serán usados para los ciclones tropicales que se formen en el océano Pacífico este y central en 2018. Los nombres no usados están marcados con gris, y los nombres en negrita son de las tormentas formadas. Los nombres retirados, en caso, serán anunciados por la Organización Meteorológica Mundial en la primavera de 2019. Los nombres que no fueron retirados serán usados de nuevo en la temporada del 2024. Esta es la misma lista utilizada en la temporada del 2012. El nombre Vicente se usó por primera vez este año, mientras que el nombre Willa se usó anteriormente en 1962.

## Energía Ciclónica Acumulada (ECA)
| 1                         | 9.1400 (35.0150) | Lane   | 2  | 17.8200 (32.7175) | Héctor   |
| 3                         | 35,4775 (0)      | Sergio | 4  | 24.69 (12.0350)   | Norman   |
| 5                         | 0 (23,5800)      | Walaka | 6  | 18,5725 (5,8725)  | Olivia   |
| 7                         | 16.9525 (0)      | Rosa   | 8  | 16,3825 (0)       | Willa    |
| 9                         | 12.3450 (0)      | Bud    | 10 | 11.1725 (0)       | Aletta   |
| 11                        | 9.8475 (0)       | Fabio  | 12 | 8.4950 (0)        | John     |
| 13                        | 4.1600 (0)       | Kristy | 14 | 3.8700 (6.6875)   | Miriam   |
| 15                        | 2,7975 (0)       | Xavier | 16 | 2.2225 (0)        | Vicente  |
| 17                        | 1.8825 (0)       | Ileana | 18 | 1.4800 (0)        | Carlotta |
| 19                        | 1.4700 (0)       | Emilia | 20 | 1.1975 (0)        | Tara     |
| 21                        | 1.1775 (0)       | Paul   | 22 | 0.7250 (0)        | Daniel   |
| 23                        | 0.5275 (0)       | Gilma  | 24 |                   |          |
| Total: 202,405 (114,9925) |                  |        |    |                   |          |

El índice de Energía Ciclónica Acumulada (ECA) para la temporada de huracanes en el Pacífico de 2018 en total es de 317.7925 unidades (201.855 unidades desde el Pacífico oriental y 115.9075 unidades desde el Pacífico Central). Por lo tanto, una tormenta de mayor duración, como el huracán Héctor, que llegó con un total de 50.5375 unidades y luego cruzó hacia el Pacífico Occidental disipándose en la misma cuenca. Este total lo ubica como la tercera temporada más activa registrada, con solo las temporadas de 1992 y 2015 con un valor de ACE más alto.
La Energía Ciclónica Acumulada (Accumulated Cyclone Energy, por sus siglas en inglés) es una medida de la energía del huracán multiplicado por la longitud del tiempo en que existió; las tormentas de larga duración, así como huracanes particularmente fuertes, tienen un índice alto. La Energía Ciclónica Acumulada se calcula solamente a sistemas tropicales que exceden los 34 nudos (39 mph, 63 km/h), o sea, fuerza de tormenta tropical o tormenta subtropical.